# ドミトリー・ストロズフク
ドミトリー・ストロズフクは、ウクライナの弁護士、政治家である。
2007年以来、民間の法律事務所で弁護士として勤務しており、2008年にはウクライナ内務省アカデミー法学科を卒業した。2014年3月5日から2014年10月24日までウクライナのボーダーからの勤務だったが、2014年11月11日から2016年5月6日までウクライナの極右政党である国民戦線所属人民代議員を歴任した。
2016年6月7日にはウクライナの検察当局からの第1の代理人として任命され、2014年7月17日に行われたマレーシア航空17便撃墜事件に関与した親ロシアの分離主義の反政府勢力への国際調査グループのメンバーとして参加した。

## 参照
- https://www.ukrinform.ua/rubric-polytics/2196534-dmitro-storozuk-persij-zastupnik-genprokurora.html Дмитро Сторожук, перший заступник генпрокурора
- https://www.ukrinform.ua/rubric-polytics/2581178-u-lucenka-poasnili-so-dast-ukraini-ratifikacia-rimskogo-statutu.html У Луценка пояснили, що дасть Україні ратифікація Римського статуту
- https://blogs.pravda.com.ua/authors/bratushchak/57caecce89238/ Луценко покриває порушника Конституції – свого "безкоштовного" заступника
- https://www.rbc.ua/ukr/news/gpu-ustanavlivaet-svideteley-delu-katastrofe-1481716972.html ГПУ встановлює свідків у справі про катастрофу МН17, - Сторожук